# Championnat du Cambodge de football 2018
Navigation
Édition précédente Édition suivante
La saison 2018 du Championnat du Cambodge de football est la trente-quatrième édition du championnat national de première division au Cambodge. Les douze meilleurs clubs du pays sont regroupés au sein d'une poule unique et s'affrontent deux fois au cours de la compétition, à domicile et à l'extérieur. En fin de saison, les quatre premiers du classement disputent la phase finale pour le titre tandis que les deux derniers sont relégués en deuxième division.
Boeung Ket Angkor est le tenant du titre en début de saison. Nagaworld FC remporte le championnat, c'est le troisième titre de champion du Cambodge de l'histoire du club.

## Les clubs participants
- Electricité du Cambodge FC
- Boeung Ket Angkor
- Soltilo Angkor FC - promu de D2
- Nagaworld FC
- Asia Euro United
- National Defense Ministry FC
- National Police Commissary
- Phnom Penh Crown
- Svay Rieng FC
- Cambodian Tiger FC
- Western Phnom Penh
- Visakha FC - promu de D2

## Compétition

### Phase régulière
Le classement est établi sur le barème de points classique (victoire à 3 points, match nul à 1, défaite à 0). Pour départager les égalités, on tient d'abord compte de la différence de buts générale, puis du nombre de buts marqués, puis des confrontations directes.
| Rang | Équipe                        | Pts | J  | G  | N | P  | Bp | Bc | Diff |
| ---- | ----------------------------- | --- | -- | -- | - | -- | -- | -- | ---- |
| 1    | Nagaworld FC                  | 56  | 22 | 18 | 2 | 2  | 66 | 17 | +49  |
| 2    | Boeung Ket AngkorT            | 49  | 22 | 15 | 4 | 3  | 52 | 23 | +29  |
| 3    | Visakha FC P                  | 45  | 22 | 14 | 3 | 5  | 54 | 24 | +30  |
| 4    | National Defense Ministry FCC | 42  | 22 | 13 | 3 | 6  | 55 | 25 | +30  |
| 5    | Phnom Penh Crown              | 36  | 22 | 11 | 3 | 8  | 41 | 33 | +8   |
| 6    | Svay Rieng FC                 | 33  | 22 | 10 | 3 | 9  | 52 | 41 | +11  |
| 7    | Asia Euro United              | 30  | 22 | 8  | 6 | 8  | 46 | 44 | +2   |
| 8    | Cambodian Tiger FC            | 28  | 22 | 7  | 7 | 8  | 33 | 33 | 0    |
| 9    | National Police Commissary    | 25  | 22 | 7  | 4 | 11 | 37 | 48 | -11  |
| 10   | Soltilo Angkor FCP            | 20  | 22 | 5  | 5 | 12 | 29 | 34 | -5   |
| 11   | Electricité du Cambodge FC    | 9   | 22 | 2  | 3 | 17 | 16 | 75 | -59  |
| 12   | Western Phnom Penh            | 1   | 22 | 0  | 1 | 21 | 14 | 98 | -84  |

|  | Qualification pour l'AFC Cup                              |
|  | Relégation en deuxième division                           |
|  | T : Tenant du titre C : Vainqueur de la Coupe du Cambodge |

## Bilan de la saison
| Championnat du Cambodge de football 2018                             |                              |
| Champion                                                             | Nagaworld FC (3e titre)      |
| Coupes et trophées                                                   |                              |
| Vainqueur de la Coupe du Cambodge 2018                               | National Defense Ministry FC |
| Qualifications continentales                                         |                              |
| Coupe de l'AFC 2019                                                  | Nagaworld FC                 |
| Promotions et relégations                                            |                              |
| Promus en Championnat du Cambodge de football                        | Kirivong Sok Sen Chey FC     |
| Promus en Championnat du Cambodge de football                        | Bati Youth Football Academy  |
| Promus en Championnat du Cambodge de football                        | Kampong Cham FC              |
| Relégués en Championnat du Cambodge de football de deuxième division | Western Phnom Penh           |